# یلوه‌های نوک‌دراز
یلوه‌های نوک‌دراز یا یلوه‌های نمادین (نام علمی: Rallus)، یک سرده از پرندگان تالابی از خانواده یلوگان است. گاهی نیز سرده‌های Lewinia و یلوه‌مرغ‌ها در آن جای می‌گیرند. شش گونه از این گونه‌ها در قاره آمریکا یافت می‌شوند و سه گونه موجود در اوراسیا، آفریقا و ماداگاسکار بسیار نزدیک به یکدیگر هستند، که نشان می‌دهد آنها از یک درنوردیدن از یک اجداد دنیای جدید به وجود آمده‌اند.
این‌ها یلوه‌های باریک و نوک‌دراز با پاهای باریک هستند. بدن‌های پهن‌شده آن‌ها سازگاری با زندگی در نیزارها و باتلاق‌های مرطوب است و به آنها امکان می‌دهد تا به آسانی از میان پوشش گیاهی انبوه نیمه‌آبی بلغزند. معمولاً این پرندگان دارای روتنهٔ قهوه‌ای رگه‌دار، روی چهره یا سینه خاکستری آبی و در پهلوها نواری هستند. تنها یلوه آفریقایی دارای پشتی ساده است و یلوه پهلوساده بدون رنگ آبی مایل به خاکستری در پرهای خود است و هیچ نوار پهلویی ندارد.
سه گونه بومی آمریکای جنوبی به دلیل از دست دادن زیستگاه در خطر انقراض هستند و یلوه ماداگاسکار در حال نایاب‌شدن است.
این سرده ۱۴ گونه دارد.